# Missionnaires de l'Esprit Saint
Les missionnaires de l'Esprit Saint (en latin : Missionarii a Spiritu Sancto), appelés également les « spiritains », sont une congrégation cléricale de droit pontifical.

## Historique
La congrégation est fondée en 1914 à Tepeyac près de Mexico par le mariste français Félix de Jésus Rougier (1859 - 1938) sous l'inspiration de la mystique Concepción Cabrera de Armida dans le but de promouvoir les vocations sacerdotales. Le 25 décembre 1914, le vénérable Ramón Ibarra y González (es), archevêque de Puebla de los Ángeles, confie à Rougier les deux premiers religieux (un prêtre et un séminariste).
L'institut obtient le décret de louange le 12 décembre 1931 et ses constitutions sont définitivement approuvées par le Saint-Siège le 12 décembre 1939. 

## Activités et diffusion
Les missionnaires du Saint-Esprit se dédient à la gestion des séminaires et toutes leurs œuvres sacerdotales. 
Ils sont présents en : 
- Europe : Espagne, Italie.
- Amérique : Mexique, Chili, Colombie, Costa Rica, États-Unis.

La maison généralice est à Mexico. 
À la fin de 2004 la congrégation comptait 58 maisons et 400 religieux dont 260 prêtres.